# فربيون ورقي
الفربيون الورقي أو اللَّاعِيَةُ (يتوع) أو اللُّعَاعَةُ (باللاتينية: Euphorbia esula) نوع نباتي يتبع جنس الفربيون من الفصيلة اللبنية.

## الموئل والانتشار
ينتشر في بلاد الشام وتركيا وأوروبا.

## مرادفات للاسم العلمي
- (باللاتينية: Euphorbion esulum (L.) St.-Lag.)
- (باللاتينية: Galarhoeus esula (L.) Rydb.)
- (باللاتينية: Keraselma esula (L.) Raf.)
- (باللاتينية: Tithymalus esula (L.) Hill)
- (باللاتينية: Euphorbia esula var. genuina Boiss., des. inval.)